# 10322 Mayuminarita
A 10322 Mayuminarita (ideiglenes jelöléssel 1990 VT1) a Naprendszer kisbolygóövében található aszteroida. K. Endate és  Vatanabe Kazuró fedezte fel 1990. november 11-én.